# O Castelo de Chocolate
O Castelo de Chocolate é uma curta ou média-metragem muda portuguesa de ficção e comédia, com intertítulos, que marcou a estreia de Arthur Duarte na realização, em 1923. Produzido pela Rosy Films, estreou a 27 de junho desse mesmo ano no Cinema Olympia, em Lisboa.

## Produção
Encomendado como um filme promocional para a Fábrica de Chocolates Suíça, a produtora Rosy Films desenvolveu todo um enredo, tornando o filme em algo mais que apenas um anúncio publicitário. Contava com os actores Henrique Lyra e António Duarte nos papéis principais.

## Sinopse
Um rapaz, apaixonado por uma operária da Fábrica de Chocolates Suíça, consegue ali empregar-se, criando várias situações cómicas para cativar a jovem.